# A Comédia Mundana
A Comédia Mundana é uma coletânea literária do escritor brasileiro Luiz Biajoni, publicada em 2013 pela editora Língua Geral. O livro apresenta as chamadas "três novelas sacanas" do autor: Sexo Anal - Uma Novela Marrom, Buceta - Uma Novela Cor-de-rosa e Boquete - Uma Novela Vermelha. Os dois primeiros romances já haviam sido publicados pela editora OsViraLata, ao passo que o último teve sua primeira edição quando do lançamento da coletânea.

## Tema
Os livros que compõem a coletânea A Comédia Mundana - Três Novelas Policiais Sacanas procuram aproximar do romance formal a ideia de "imprensa marrom", que explora a violência e o sexo de maneira crua. Tal é o estilo que Luiz Biajoni imprime a seus livros, permeado por diálogos, dominado pela oralidade e tomado por frases curtas. Tendo como cenário uma típica cidade de médio porte do interior de São Paulo, as tramas do enredo entrecruzam a mediocridade dos personagens à torpeza das instituições locais.
Distanciando-se do circuito literário nacional composto por Rio de Janeiro, São Paulo e Porto Alegre, Luiz Biajoni voltou sua atenção ao interior, que considera "um sertão com dinheiro". Apesar do mote provinciano, o livro alcançou os principais centros literários do país. O sucesso da coletânea, inclusive, levou uma editora de Portugal a publicar Luiz Biajoni. A Chiado foi a responsável por divulgar o autor brasileiro no Velho Continente.
A respeito da trilogia contida em A Comédia Mundana, João Paulo, articulista do Estado de Minas, afirma: "Cada novela tem seu enredo singular, mas costura alguns elementos comuns: a sexualidade heterodoxa, as perversões, a culpa, o crime, a corrupção sem barreiras entre a vida pública e privada. Os personagens são pessoas comuns e tipos verossímeis de canalhas, como pastores que enganam seu rebanho, empresários que subornam a polícia, donos de jornal que se vendem barato e jornalistas policiais carreiristas, que batem em presos para ficar amigos de delegados. Tudo começa com sexo e suas variantes para logo se misturar com o jogo de poder e o crime. Traições, promiscuidade, taras, humilhações, violência e culpa são os ingredientes mais fortes do coquetel sexual dos personagens. Ninguém é santo nas novelas de Biajoni".
Por sua vez, Gustavo Melo Czekster chama à atenção os polêmicos títulos escolhidos pelo autor para nomear seus romances: "Os títulos anunciam o enfoque sexual, mostrando as diferentes funções que o sexo pode ter. Na primeira novela, o sexo anal revela múltiplas formas, que vão desde o prazer até a humilhação. Na segunda, o órgão sexual feminino é representativo do conflito maior, em que mulheres agem como se tivessem pênis e homens cobiçam possuir vaginas. Na terceira, a felação encontra-se ligada à palavra e ao desejo de se alimentar dos sentimentos alheios".

## Crítica
O primeiro romance publicado de Luiz Biajoni, Sexo Anal - Uma Novela Marrom, tornou-se conhecido graças à sua promoção na rede. Rejeitado por dezesseis editoras, o livro foi disponibilizado gratuitamente na Internet em 2004. O e-book contou com mais de 20.000 downloads, dando visibilidade ao autor.
À época do lançamento de Sexo Anal - Uma Novela Marrom, o então colaborador da Tribuna da Imprensa do Rio de Janeiro Alex Castro comparou o livro de Biajoni a O Casamento, de Nelson Rodrigues. "A gente vai virando as páginas e pensa: pronto, o homem atingiu o cúmulo da baixaria, daqui ele não vai ter pra onde descer. E ele descia". Já Idelber Avelar, professor de Literaturas Latino-Americanas e Teoria Literária na Universidade Tulane, vê no livro "uma narrativa vertiginosa, violenta e lírica, misógina e feminista, global e paulista-carioca".
Já em relação a Buceta - Uma Novela Cor-de-rosa, Pedro Doria, editor-executivo e colunista do jornal O Globo, afirmou: "depois de algumas páginas, o cenário começa a se destacar - um mundo promíscuo, cínico, corrupto, às vezes nojento mas também incrivelmente ingênuo que é o do Brasil do interior. Não o Brasil rural: mas o Brasil das médias cidades, aquelas em que todos se conhecem de vista. Ou, ao menos, imaginam se conhecer". 
Diante do título da coletânea, A Comédia Mundana, João Paulo, do Estado de Minas, assinalou: "a alusão a Balzac tem até um certo sentido, já que o autor faz a crônica social de seu tempo, lança personagens aqui que reaparecem acolá, tem uma entrega determinada ao melodrama e não perdoa nenhuma instituição, da Igreja à imprensa. Pura comédia humana".
Contando com a colaboração de Benício, responsável por pôsteres de filmes nacionais de pornochanchada nos anos 70, que confeccionou a capa do livro, a coletânea fez crescer a popularidade de Luiz Biajoni. De acordo com o jornal americanense O Liberal, o lançamento de A Comédia Mundana pela Língua Geral "aconteceu no Rio de Janeiro, cidade onde está localizada a editora, e contou com a presença de importantes artistas nacionais, como o ator Eduardo Moscovis". De acordo com o jornal, parte do sucesso do autor no Rio de Janeiro se deve ao êxito de Elvis & Madona - Uma Novela Lilás. Esse livro foi escrito por Luiz Biajoni a partir do filme Elvis & Madona, de Marcelo Laffitte, estrelado por Simone Spoladore e Igor Cotrim.

## Romances

### Sexo Anal - Uma Novela Marrom
Após alcançar 20 mil downloads, Sexo Anal - Uma Novela Marrom, o primeiro romance de Luiz Biajoni, ganharia uma edição comemorativa impressa em livro de bolso, lançada em 2005 pela já extinta editora OsViraLata. Por sua vez, em 2013, o romance faria parte da coletânea A Comédia Mundana, publicada pela editora Língua Geral.
O livro traz Virgínia como personagem central, uma jornalista que descobre as delícias do sexo "por trás" ao mesmo tempo em que é escalada para cobrir - ao lado de Assis, um experiente jornalista policial - um crime bárbaro de estupro e assassinato. Paralelamente às investigações do caso e à oportunista cobertura jornalística do evento, seu namoro com Luiz, um rapaz simplório, é abalado graças ao assédio de um médico bem-sucedido. Enquanto os personagens se veem atores de vidas medíocres e espectadores de um engenho social torpe, a polícia comete ou acoberta barbáries, até mesmo dentro das delegacias. Ao passo que a imprensa explora a miséria humana, Virgínia se desilude com o jornalismo, desejando uma vida mesquinha, mas segura.
Em resenha publicada no jornal O Globo, André Luís Mansur afirma que "Biajoni conta bem a sua história, reunindo grande quantidade de personagens, quase todos bem construídos e relacionados de algum jeito à forma de prazer preferido de Virgínia". Com relação à linguagem abraçada pelo autor, de acordo com o colunista, "é bastante explícita mesmo, mas nada é gratuito. O autor também não quer chocar ninguém, mas não usa meias palavras para as cenas de sexo que dominam boa parte do romance".

### Buceta - Uma Novela Cor-de-rosa
Envolvendo alguns dos personagens de seu primeiro romance, Luiz Biajoni narra uma trama policial em Buceta - Uma Novela Cor-de-rosa. Tendo tido, anteriormente, uma única edição de 250 exemplares publicada em 2006 pela Editora OsViraLata, o romance daria continuidade à trilogia futuramente trazida em A Comédia Mundana. 
Partindo de uma assombrosa decisão tomada por um rico expoente da cidade, a de realizar uma mudança de sexo, o romance traz à tona toda a hipocrisia que sustenta a sociedade interiorana. Em meio a conchavos entre poderosos e assassinatos encomendados, a sexualidade oprimida busca canais escusos para escoar. Como no romance anterior, Biajoni costura uma trama que interliga todos os personagens em torno de uma ocorrência policial e de uma reportagem oportunista. 

### Boquete - Uma Novela Vermelha
Último romance da trilogia desbocada de Luiz Biajoni, Boquete - Uma Novela Vermelha foi publicado em 2013, em A Comédia Mundana, que reúne as "três novelas policiais sacanas" do autor. Em relação ao romance então inédito publicado na coletânea, esse se põe diante da hipocrisia da alta sociedade e da manipulação religiosa, tendo como cenário a cidade em que se passa toda a saga interiorana. A trama opõe um pastor evangélico imoral ao jornalista Geraldo Assis, o anti-herói da trilogia. O título do volume, por sua vez, faz referência aos desejos juvenis da filha de Virgínia (esta também personagem de Sexo Anal - Uma Novela Marrom), a adolescente que se vê condenada pela ganância e pela mesquinharia.
O romance apresenta Fraguinha, o filho de um casal de pastores evangélicos que precisa se casar por pressão dos pais. Homossexual e cocainômano, perto dos 50 anos, ele elege uma garota de apenas dezessete anos para ser a mãe do suposto "Salvador da Humanidade", título outorgado por seu visionário pai, o pastor Fraga. Os planos dos religiosos começam a desandar, contudo, quando Fraguinha conhece e se apaixona por Vermelho, um ex-presidiário. Dono de inteligência excepcional, este criminoso odeia o jornalista Geraldo Assis (personagem presente em toda a trilogia), por quem foi abusado quando jovem. Debilitado, Assis está preso a uma cadeira de rodas. Longe do jornalismo desde que tomou um tiro na cabeça, ele começa a se tratar. Com seu ímpeto renovado, Assis passa a investigar as relações entre uma casa de prostituição, a igreja evangélica de Fraguinha e o tráfico de drogas na cidade.

## Ligações Externas
Página oficial de Luiz Biajoni
Entrevista de Luiz Biajoni à página Homo Literatus.